# Carlo Di Palma
Carlo Di Palma (17. dubna 1925 – 9. července 2004) byl italský kameraman. Svou kariéru zahájil v padesátých letech a zpočátku pracoval na italských filmech. V polovině osmdesátých let začal pracovat s americkým režisérem Woodym Allenem, s nímž natočil celkem dvanáct filmů počínaje snímkem Hana a její sestry (1986) a konče filmem Pozor na Harryho (1997). Později měl s Allenem pracovat ještě na filmu Cokoliv (2003), ale byl vystřídán ještě před začátkem samotného natáčení. Čtyřikrát získal cenu Nastro d'Argento. Jeho manželkou byla Adriana Chiesa.